# Михаило Витковић
Михаило Витковић (мађ. Vitkovics Mihály, Јегра /Егер/, 25. август 1778 — Пешта, 9. септембар 1829)
био је српско-мађарски песник и уважени пештански адвокат.

## Биографија
Михаило Витковић је рођен у Јегри (мађ. Eger), граду у Угарској у свештеничкој породици. Имао је браћу Гаврила и Јована и сестру Јекатерину. Отац Петар Витковић (1754—1808) је био парох месне српске цркве. Мајка му се звала Марија Глишић. Породица Витковића пореклом је из Требиња, о чему сведочи и епска песма „Новљанин Алија и девет Витковића“.
После завршетка гимназије и "филозофије" у Јегри, одлази у Пешту да студира права, која међутим завршава у Јегри. Године 1801. завршивши права дипломирањем постао је „заклети краљевске табуле нотарем“, а 1803. године постаје адвокат. По сећању савременика: био је крупан, висок човек атлетске грађе, са гласом јаким и чистим; а у његовим блиставим плавим очима био је израз отворености, ведре простосрдачности и доброте. По одећи и манирима носио се "по мађарски". Живео је и радио у Пешти као адвокат до смрти 1829. године. Године 1807. биран је за посланика у мађарском Сабору.
Био је веома цењена личност у мађарским књижевним круговима. Први књижевни покушај и то на мађарском језику, остварио је 1804. године. Радило се о "Оди на смрт Барона Орција", која је штампана у Пешти. Уследила је још више запажена књига "Витковићеве басне и стихови". Михаило Витковић је у своме дому у данашњој улици Вереш Палне, у близини пештанске српске цркве Светог Георгија, формирао „тријас“ најуваженијих мађарских књижевника: Ференца Казинција (1759—1831), Иштвана Хорвата(1784—1846) и Пала Семере (1785—1861). Његов дом постао је прави литерарни салон.
Одржавао је пријатељску везу са архимандритом и песником Лукијаном Мушицким (1777—1837) који је у његову част написао и издао „Ода мојему пријатељу Михаилу Витковичу“ (Будим, 1811).
Михаило Витковић је био сарадник Летописа Матице српске. Истовремено је 1825. године постављен у делегацију која ће створити Мађарску Академију наука. Био је близак са грофом Сечењијем, и постао један од првих чланова мађарске академије од 1827. године. Прихватио се да буде до смрти академијин "фишкал" (адвокат).
Највећи значај Витковићем је у томе што је "први" упознао "страни свет" тј. Мађаре, са нашим народним песмама, које је преводио. Од 1821. године се јављају његови преводи српских народних песама на мађарски језик. Писао је на мађарском језику и расправе о Србима - њиховом језику, вери, историји, песништву. Радио је на међусобном упознавању и зближавања два несродна народа. После његове смрти Ђуро Поповић се бавио његовим бројним разбацаним чланцима и прилозима у периодици. Приредио је од ситних прилога 47-у свеску "Народне библиотеке браће Јовановић", под насловом "Скупљени списи Михаила Витковића".
Мађари су 1878. године прославили стогодишњицу његовог рођења пригодном свечаношћу у Јегри. На родној кући постављена је пригодна спомен плоча, на којој је писало да је ту рођен "мађарски књижевник". Следеће, 1879. године Јосиф Сворењи је издао књигу посвећену Витковићу, са насловом "Дела Михаила Витковића". У три тома дат је поред предговора, његов животопис и разне белешке. Његов портрет који је насликао сликар Донат 1813. године, наследник синовац Никола Витковић је поклонио Мађарској академији у Пешти - на њен "нарочит захтев".
Михаило Витковић је писао углавном песме на српском и на мађарском језику. Писао је и оригиналне класицистичке песме (оде, епиграме, епистоле), али се бавио и превођењем. Целога свога века повезивао је своју српску народност са мађарским родољубљем.
Живео је у ванбрачној вези са удовицом Теодором Поповић. Боловао је годинама од "водене болести" и редовно (од 1818) посећивао бању у Фиреду. Умро је 1829. године, у најјачој снази, усред плодног књижевног стварања, поштован од свих - Срба и Мађара. Био је сахрањен на Старом пештанском гробљу, а гроб му је изгубљен прекопавањем.

## Дела на српском
- „Милица” – превод дела Жан-Франсоа Мармонтела, остао у рукопису
- „Лукијану Мушицком кад је на степен архимандриства ступио” (1812) – посланица у сафијској строфи
- „Гробниј надпис Васе Чарапића сербског јунака” – епиграм
- „Љубови” (1817) – грађанска сентиментална песма која је својевремено радо певана
- „Песми о берби” – сентиментална песма

## Српска издања
- „Спомен Милице” (Будим, 1816) – сентиментални посрбљени роман на основу мађарске приповетке Јожефа Кармана.
- „Спомен Милице”, друго издање, објављено постхумно у 17-ој свесци едиције „Народна библиотека браће Јовановић” у Панчеву
- „На смерт Јоана Белановича” (Будим, 1819) – ода
- „Жертва на смерт” (Будим, 1830) – превод позоришне игре А. Коцебуа
- „Одела из Триеста” (Будим, 1830) – превод позоришне игре Ј. Фр. Јингера
- „Песников роман”, његово дело, преведено са мађарског језика, објављено у 84. и 88. свесци едиције Браће Јовановић у Панчеву